# Saint-Hilaire-au-Temple
Pour les articles homonymes, voir Saint-Hilaire.
Saint-Hilaire-au-Temple est une ancienne commune française, située dans le département de la Marne en région Grand Est.
En 2025, elle fusionne avec Dampierre-au-Temple et devient La Neuville-au-Temple.

## Géographie
- 2Carte OpenStreetMap
- 3Carte topographique
- 4Carte avec les communes environnantes

Le village se trouve au nord de Chalons et de l'autoroute A4, il est desservi par sa gare de la ligne Chalons-Reims.
| Bouy     |                         | Vadenay             |
|          | Saint-Hilaire-au-Temple |                     |
| La Veuve |                         | Dampierre-au-Temple |

### Hydrographie

#### Réseau hydrographique
La commune est traversée par la ligne de partage des eaux entre les régions hydrographiques « la Seine de sa source au confluent de l'Oise (exclu) » et « la Seine du confluent de l'Oise (inclus) à l'embouchure » au sein du bassin Seine-Normandie. Elle est drainée par la Vesle,.
La Vesle, d'une longueur de 139 km, prend sa source dans la commune de Somme-Vesle et se jette  dans l'Aisne à Ciry-Salsogne, après avoir traversé 52 communes. Les caractéristiques hydrologiques de la Vesle sont données par la station hydrologique située sur la commune de Saint-Hilaire-au-Temple. Le débit moyen mensuel est de 1,57 m3/s. Le débit moyen journalier maximum est de 8,3 m3/s, atteint lors de la crue du 19 janvier 1968. Le débit instantané maximal est quant à lui de 7,91 m3/s, atteint le 1er février 2018.

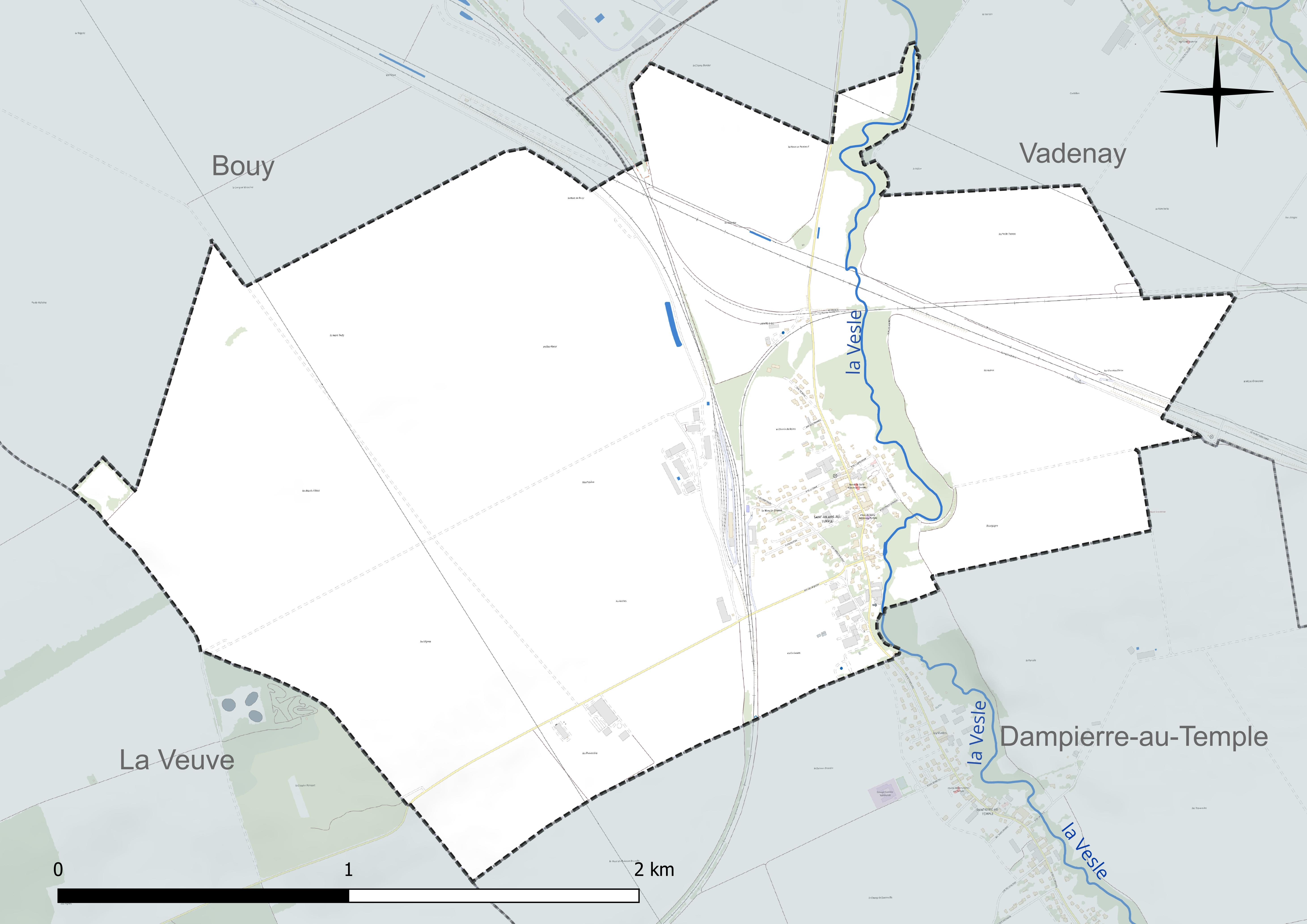
Réseau hydrographique de Saint-Hilaire-au-Temple.

#### Gestion et qualité des eaux
Le territoire communal est couvert par le schéma d'aménagement et de gestion des eaux (SAGE) « Aisne Vesle Suippe ». Ce document de planification, dont le territoire s’étend sur 3 096 km2 répartis sur trois départements (Aisne, Marne et Ardennes) et deux régions (Champagne-Ardenne et Picardie), a été approuvé le 16 décembre 2013. La structure porteuse de l'élaboration et de la mise en œuvre est le Syndicat d’aménagement des bassins Aisne Vesle Suippe (SIABAVES). 
La qualité des cours d’eau peut être consultée sur un site dédié géré par les agences de l’eau et l’Agence française pour la biodiversité. 

### Climat
Pour des articles plus généraux, voir Climat du Grand Est et Climat de la Marne.
En 2010, le climat de la commune est de type climat océanique dégradé des plaines du Centre et du Nord, selon une étude du Centre national de la recherche scientifique s'appuyant sur une série de données couvrant la période 1971-2000. En 2020, Météo-France publie une typologie des climats de la France métropolitaine dans laquelle la commune est exposée à un climat océanique altéré et est dans la région climatique  Nord-est du bassin Parisien, caractérisée par un ensoleillement médiocre, une pluviométrie moyenne régulièrement répartie au cours de l’année et un hiver froid (3 °C). 
Pour la période 1971-2000, la température annuelle moyenne est de 10,3 °C, avec une amplitude thermique annuelle de 16 °C. Le cumul annuel moyen de précipitations est de 695 mm, avec 11,9 jours de précipitations en janvier et 8,3 jours en juillet. Pour la période 1991-2020, la température moyenne annuelle observée sur la station météorologique de Météo-France la plus proche, « Mourmelon-grand », sur la commune de Mourmelon-le-Grand à 9 km à vol d'oiseau, est de 10,6 °C et le cumul annuel moyen de précipitations est de 651,4 mm. 
La température maximale relevée sur cette station est de 41,3 °C, atteinte le 25 juillet 2019 ; la température minimale est de −19,7 °C, atteinte le 7 février 2012,,. 
Les paramètres climatiques de la commune ont été estimés pour le milieu du siècle (2041-2070) selon différents scénarios d'émission de gaz à effet de serre à partir des nouvelles projections climatiques de référence DRIAS-2020. Ils sont consultables sur un site dédié publié par Météo-France en novembre 2022.

## Urbanisme

### Typologie
Au 1er janvier 2024, Saint-Hilaire-au-Temple est catégorisée commune rurale à habitat dispersé, selon la nouvelle grille communale de densité à sept niveaux définie par l'Insee en 2022.
Elle est située hors unité urbaine. Par ailleurs la commune fait partie de l'aire d'attraction de Châlons-en-Champagne, dont elle est une commune de la couronne,. Cette aire, qui regroupe 97 communes, est catégorisée dans les aires de 50 000 à moins de 200 000 habitants,.

### Occupation des sols
L'occupation des sols de la commune, telle qu'elle ressort de la base de données européenne d’occupation biophysique des sols Corine Land Cover (CLC), est marquée par l'importance des territoires agricoles (91,2 % en 2018), en diminution par rapport à 1990 (93,6 %). La répartition détaillée en 2018 est la suivante : 
terres arables (91,2 %), zones urbanisées (5,8 %), forêts (2,8 %), milieux à végétation arbustive et/ou herbacée (0,2 %). L'évolution de l’occupation des sols de la commune et de ses infrastructures peut être observée sur les différentes représentations cartographiques du territoire : la carte de Cassini (XVIIIe siècle), la carte d'état-major (1820-1866) et les cartes ou photos aériennes de l'IGN pour la période actuelle (1950 à aujourd'hui).

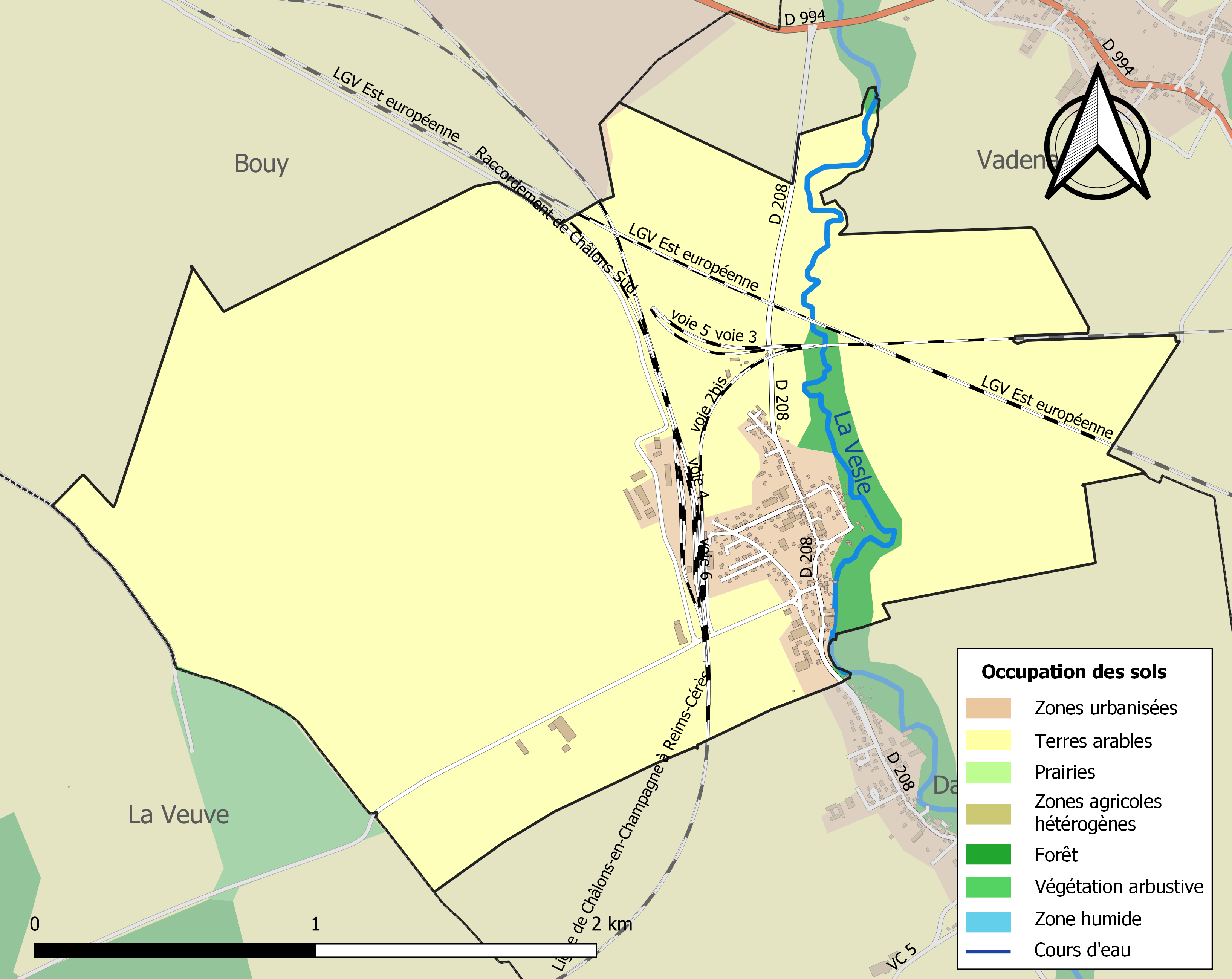
Carte des infrastructures et de l'occupation des sols de la commune en 2018 (CLC).

## Toponymie
Le nom de la localité est attesté sous les formes Sanctus Elerius (1131-1142) ; Sanctus Hilarius (1133-1142) ; Sanctus Hyllarius juxta Templum (1228) ; Villa que dicitur Saintelet (1248) ; Saint-Telier delès le Temple (1270) ; Villa de Sancto Yllario ad Templum (1299) ; Sanctus Ylerius (1326) ; Sanctus Ylarius (1334) ; Sanctus Ylier (1336) ; Saint-Illier (1385) ; Sanctus Hilarius ad Templum (1455) ; Saint-Hilier-au-Temple (1462) ; Sainct-Ylier (1525) ; Hilaire-sur-Vesle (1793) ; Veslecourt (1794).

Saint-Hilaire est un hagiotoponyme évoquant Hilaire de Poitiers.
Le déterminant -au-Temple fait allusion, en Champagne, au berceau de l'ordre du Temple en France.

La commanderie de la Neuville-au-Temple-lez-Châlons qui passe pour avoir été la plus importante maison du Temple et de l'Hôpital en Champagne ne se manifeste plus que dans les noms des trois villages qui l'environnaient : Dampierre-au-Temple, Saint-Étienne-au-Temple et Saint-Hilaire-au-Temple.

## Histoire
Aux XIIe et XIIIe siècles, cette seigneurie a appartenu aux templiers de la commanderie de La Neuville, et c'est de cette époque que la commune tire, en partie, son nom.
Au cours de la Révolution française, la commune porta provisoirement le nom de Veslecours.
Le 19 octobre 2004, la pose du premier rail du TGV Est par le ministre des Transports, Gilles de Robien, a été faite sur la commune.

## Politique et administration
| Période                                  | Période  | Identité            | Étiquette | Qualité |
| ---------------------------------------- | -------- | ------------------- | --------- | ------- |
| Les données manquantes sont à compléter. |          |                     |           |         |
| 1876                                     | 1877     | Jacquier            |           |         |
| 2001                                     | 2014     | Yvon Lefevre        |           |         |
| 2014                                     | 2020     | Michel Jacquier     |           |         |
| 2020                                     | En cours | Jocelyne Boutillier |           |         |

## Démographie
L'évolution du nombre d'habitants est connue à travers les recensements de la population effectués dans la commune depuis 1793. Pour les communes de moins de 10 000 habitants, une enquête de recensement portant sur toute la population est réalisée tous les cinq ans, les populations de référence des années intermédiaires étant quant à elles estimées par interpolation ou extrapolation. Pour la commune, le premier recensement exhaustif entrant dans le cadre du nouveau dispositif a été réalisé en 2006.

En 2022, la commune comptait 304 habitants, en évolution de −9,79 % par rapport à 2016 (Marne : −1,19 %, France hors Mayotte : +2,11 %).
| 1793 | 1800 | 1806 | 1821 | 1831 | 1836 | 1841 | 1846 | 1851 |
| ---- | ---- | ---- | ---- | ---- | ---- | ---- | ---- | ---- |
| 102  | 115  | 121  | 99   | 110  | 117  | 120  | 117  | 102  |

| 1856 | 1861 | 1866 | 1872 | 1876 | 1881 | 1886 | 1891 | 1896 |
| ---- | ---- | ---- | ---- | ---- | ---- | ---- | ---- | ---- |
| 99   | 117  | 124  | 168  | 180  | 191  | 181  | 182  | 173  |

| 1901 | 1906 | 1911 | 1921 | 1926 | 1931 | 1936 | 1946 | 1954 |
| ---- | ---- | ---- | ---- | ---- | ---- | ---- | ---- | ---- |
| 193  | 202  | 192  | 183  | 181  | 193  | 196  | 193  | 195  |

| 1962 | 1968 | 1975 | 1982 | 1990 | 1999 | 2006 | 2011 | 2016 |
| ---- | ---- | ---- | ---- | ---- | ---- | ---- | ---- | ---- |
| 175  | 159  | 170  | 190  | 218  | 237  | 275  | 294  | 337  |

| 2021 | 2022 | - | - | - | - | - | - | - |
| ---- | ---- | - | - | - | - | - | - | - |
| 318  | 304  | - | - | - | - | - | - | - |

## Culture locale et patrimoine

### Personnalités liées à la commune
- Georges Guiraud (1901-1989), sculpteur et graveur médailleur français mort à Saint-Hilaire-au-Temple.

### Cinéma
On peut voir la gare de Saint-Hilaire dans le film L'Armée des ombres avec Lino Ventura (1969).

### Héraldique
| Blason de Saint-Hilaire-au-Temple | Blason  | Tiercé en pairle renversé : au 1er de gueules à une mitre d'or brochant sur une crosse contournée du même posée en barre, au 2e d'or à une croix pattée et alésée de gueules, au 3e d'azur à la fasce ondée d'argent et à une gerbe d'or brochante.                                                                            |
| Blason de Saint-Hilaire-au-Temple | Détails | La crosse et la mitre évoquent saint Hilaire, patron de la paroisse locale, la croix rappelle la commanderie de La Neuville, à laquelle appartenait Saint-Hilaire. Enfin, la gerbe de blé est pour l'agriculture et la fasce ondée pour la Vesle qui arrose la commune. Création Jean-François Binon, adoptée en juillet 2018. |